# Моршинська міська територіальна громада
Моршинська міська громада — територіальна громада в Україні, в Стрийському районі Львівської області. Адміністративний центр — місто Моршин.
Площа громади — 125,4 км², населення — 14 537 мешканців (2020).

## Населені пункти
У складі громади 1 місто (Моршин) і 13 сіл:
- Баня Лисовицька
- Верхня Лукавиця
- Воля-Задеревацька
- Горішнє
- Довге
- Долішнє
- Задеревач
- Лисовичі
- Нижня Лукавиця
- Пила
- Смоляний
- Станків
- Фалиш